# Swim Cup Eindhoven 2018
De Swim Cup Eindhoven 2018 was een internationale zwemwedstrijd die gehouden werd van 13 tot en met 15 april 2018 in het Pieter van den Hoogenband Zwemstadion in Eindhoven. De wedstrijden vonden plaats in een 50 meterbad. Deze wedstrijd vormde samen met de Swim Cup Den Haag 2018, en een wedstrijd naar keuze, het eerste deel van het kwalificatietraject voor de Nederlandse zwemmers richting de Europese kampioenschappen zwemmen 2018 in Glasgow.

## Programma
| S | Series | Goud | Finale |

| Ochtendsessie | 09:30 09:00 | Avondsessie | 16:30 15:45 |

| Onderdeel        | April | April | April | April | April | April |
| Onderdeel        | 13    | 13    | 14    | 14    | 15    | 15    |
| ---------------- | ----- | ----- | ----- | ----- | ----- | ----- |
| 50m vrije slag   |       |       |       |       | S     | Goud  |
| 100m vrije slag  |       |       | S     | Goud  |       |       |
| 200m vrije slag  | S     | Goud  |       |       |       |       |
| 400m vrije slag  |       |       | S     | Goud  |       |       |
| 800m vrije slag  |       |       |       |       | Goud  | Goud  |
| 1500m vrije slag | Goud  | Goud  |       |       |       |       |
| 50m rugslag      |       |       | S     | Goud  |       |       |
| 100m rugslag     | S     | Goud  |       |       |       |       |
| 200m rugslag     |       |       |       |       | S     | Goud  |
| 50m schoolslag   |       |       |       |       | S     | Goud  |
| 100m schoolslag  |       |       | S     | Goud  |       |       |
| 200m schoolslag  | S     | Goud  |       |       |       |       |
| 50m vlinderslag  | S     | Goud  |       |       |       |       |
| 100m vlinderslag |       |       |       |       | S     | Goud  |
| 200m vlinderslag |       |       | S     | Goud  |       |       |
| 200m wisselslag  |       |       |       |       | S     | Goud  |
| 400m wisselslag  |       |       | S     | Goud  |       |       |
| Totaal           | 5     | 5     | 6     | 6     | 6     | 6     |

| Onderdeel        | April | April | April | April | April | April |
| Onderdeel        | 13    | 13    | 14    | 14    | 15    | 15    |
| ---------------- | ----- | ----- | ----- | ----- | ----- | ----- |
| 50m vrije slag   |       |       |       |       | S     | Goud  |
| 100m vrije slag  |       |       | S     | Goud  |       |       |
| 200m vrije slag  | S     | Goud  |       |       |       |       |
| 400m vrije slag  |       |       | S     | Goud  |       |       |
| 800m vrije slag  |       |       |       |       | Goud  | Goud  |
| 1500m vrije slag | Goud  | Goud  |       |       |       |       |
| 50m rugslag      |       |       | S     | Goud  |       |       |
| 100m rugslag     | S     | Goud  |       |       |       |       |
| 200m rugslag     |       |       |       |       | S     | Goud  |
| 50m schoolslag   |       |       |       |       | S     | Goud  |
| 100m schoolslag  |       |       | S     | Goud  |       |       |
| 200m schoolslag  | S     | Goud  |       |       |       |       |
| 50m vlinderslag  | S     | Goud  |       |       |       |       |
| 100m vlinderslag |       |       |       |       | S     | Goud  |
| 200m vlinderslag |       |       | S     | Goud  |       |       |
| 200m wisselslag  |       |       |       |       | S     | Goud  |
| 400m wisselslag  |       |       | S     | Goud  |       |       |
| Totaal           | 5     | 5     | 6     | 6     | 6     | 6     |

## EK-kwalificatie
De KNZB stelde onderstaande limieten vast voor deelname aan de Europese kampioenschappen van 2018 in Glasgow, Verenigd Koninkrijk. Voor estafettes geldt dat de KNZB zal beoordelen of een ploeg voldoende niveau heeft voor deelname.

### Limieten
| Onderdeel        | Mannen   | Vrouwen  |
| ---------------- | -------- | -------- |
| 50m vrije slag   | 22,23    | 24,94    |
| 100m vrije slag  | 48,86    | 55,20    |
| 200m vrije slag  | 1.47,40  | 1.59,16  |
| 400m vrije slag  | 3.48,58  | 4.13,26  |
| 800m vrije slag  | 7.55,31  | 8.38,33  |
| 1500m vrije slag | 15.06,24 | 16.29,57 |
| 50m rugslag      | 25,29    | 28,45    |
| 100m rugslag     | 54,52    | 1.01,00  |
| 200m rugslag     | 1.59,25  | 2.12,14  |
| 50m schoolslag   | 27,61    | 31,31    |
| 100m schoolslag  | 1.00,28  | 1.07,58  |
| 200m schoolslag  | 2.11,65  | 2.26,40  |
| 50m vlinderslag  | 23,68    | 26,47    |
| 100m vlinderslag | 52,47    | 59,04    |
| 200m vlinderslag | 1.58,15  | 2.11,34  |
| 200m wisselslag  | 2.00,21  | 2.14,70  |
| 400m wisselslag  | 4.18,61  | 4.43,98  |

### Overzicht behaalde limieten
Vijf zwemmers en zeven zwemsters voldeden al voor deze wedstrijd aan een of meerdere limieten.
| Onderdeel        | Mannen                                       | Mannen            | Vrouwen                                        | Vrouwen           |
| Onderdeel        | Naam                                         | Tijd              | Naam                                           | Tijd              |
| ---------------- | -------------------------------------------- | ----------------- | ---------------------------------------------- | ----------------- |
| 50m vrije slag   | Jesse Puts                                   | 21,85             | Ranomi Kromowidjojo Tamara van Vliet Kim Busch | 24,25 24,79 24,93 |
| 100m vrije slag  |                                              |                   | Ranomi Kromowidjojo Femke Heemskerk Kim Busch  | 53,69 54,04 54,94 |
| 200m vrije slag  |                                              |                   | Femke Heemskerk                                | 1.56,97           |
| 400m vrije slag  |                                              |                   |                                                |                   |
| 800m vrije slag  |                                              |                   |                                                |                   |
| 1500m vrije slag |                                              |                   |                                                |                   |
| 50m rugslag      |                                              |                   | Maaike de Waard Kira Toussaint Tessa Vermeulen | 28,05 28,19 28,42 |
| 100m rugslag     |                                              |                   | Kira Toussaint Tessa Vermeulen                 | 59,88 1.00,67     |
| 200m rugslag     |                                              |                   |                                                |                   |
| 50m schoolslag   | Ties Elzerman Arno Kamminga                  | 27,02 27,48       | Tes Schouten                                   | 31,13             |
| 100m schoolslag  | Arno Kamminga                                | 59,69             |                                                |                   |
| 200m schoolslag  | Arno Kamminga                                | 2.08,70           |                                                |                   |
| 50m vlinderslag  | Nyls Korstanje Mathys Goosen Joeri Verlinden | 23,54 23,58 23,64 | Ranomi Kromowidjojo Kim Busch Elinore de Jong  | 25,65 26,21 26,37 |
| 100m vlinderslag | Joeri Verlinden Mathys Goosen                | 52,01 52,38       | Kinge Zandringa                                | 58,93             |
| 200m vlinderslag |                                              |                   |                                                |                   |
| 200m wisselslag  |                                              |                   |                                                |                   |
| 400m wisselslag  | Arjan Knipping                               | 4.18,26           |                                                |                   |

## Medailles

### Legenda
- WR = Wereldrecord
- ER = Europees record
- NR = Nederlands record
- Q = Voldaan aan de EK-limiet

### Mannen
| Onderdeel   | Goud                          | Goud          | Zilver                            | Zilver   | Brons                             | Brons    |
| ----------- | ----------------------------- | ------------- | --------------------------------- | -------- | --------------------------------- | -------- |
| Vrije slag  |                               |               |                                   |          |                                   |          |
| 50 m        | Jesse Puts Nederland          | 21,85 Q       | Ari-Pekka Liukkonen Finland       | 21,88    | Damian Wierling Duitsland         | 22,19    |
| 100 m       | Damian Wierling Duitsland     | 48,97         | Stan Pijnenburg Nederland         | 49,19    | Kyle Stolk Nederland              | 49,54    |
| 200 m       | Henning Mühlleitner Duitsland | 1.47,80       | Jacob Heidtmann Duitsland         | 1.48,05  | Poul Zellmann Duitsland           | 1.48,11  |
| 400 m       | Henning Mühlleitner Duitsland | 3.48,18       | Poul Zellmann Duitsland           | 3.48,28  | Ferry Weertman Nederland          | 3.50,10  |
| 800 m       | Ferry Weertman Nederland      | 8.01,30       | Henning Mühlleitner Duitsland     | 8.01,56  | Christian Keber Duitsland         | 8.07,44  |
| 1500 m      | Noah Martens België           | 15.38,52      | Lleyton Plattel Verenigde Staten  | 15.39,06 | Lars Bottelier Nederland          | 16.03,24 |
| Rugslag     |                               |               |                                   |          |                                   |          |
| 50 m        | Christian Diener Duitsland    | 25,31         | Michael Schäffner Duitsland       | 25,82    | Kenzo Simons Nederland            | 25,91    |
| 100 m       | Christian Diener Duitsland    | 54,74         | Bernhard Reitshammer Oostenrijk   | 55,12    | Emmanuel Vanluchene België        | 55,38    |
| 200 m       | Christian Diener Duitsland    | 1.57,81       | Andreas Wiesner Duitsland         | 2.00,93  | Sjobbe Luyten Nederland           | 2.01,97  |
| Schoolslag  |                               |               |                                   |          |                                   |          |
| 50 m        | Ties Elzerman Nederland       | 27,30 Q       | Fabian Schwingenschlögl Duitsland | 27,33    | Zak Aitchison Verenigd Koninkrijk | 27,65    |
| 100 m       | Arno Kamminga Nederland       | 1.00,04 Q     | Fabian Schwingenschlögl Duitsland | 1.00,16  | Max Pilger Duitsland              | 1.00,82  |
| 200 m       | Arno Kamminga Nederland       | 2.08,70 NR, Q | Max Pilger Duitsland              | 2.10,61  | Marco Koch Duitsland              | 2.11,28  |
| Vlinderslag |                               |               |                                   |          |                                   |          |
| 50 m        | Nyls Korstanje Nederland      | 23,54 Q       | Mathys Goosen Nederland           | 23,58 Q  | Damian Wierling Duitsland         | 23,65    |
| 100 m       | Joeri Verlinden Nederland     | 52,01 Q       | Mathys Goosen Nederland           | 52,38 Q  | Jan Eric Friese Duitsland         | 52,96    |
| 200 m       | Alexander Kunert Duitsland    | 1.57,42       | Ramon Klenz Duitsland             | 1.57,50  | David Thomasberger Duitsland      | 1.58,03  |
| Wisselslag  |                               |               |                                   |          |                                   |          |
| 200 m       | Jacob Heidtmann Duitsland     | 2.01,46       | Johannes Hintze Duitsland         | 2.01,59  | Arjan Knipping Nederland          | 2.02,19  |
| 400 m       | Patrick Staber Oostenrijk     | 4.15,23       | Johannes Hintze Duitsland         | 4.15,76  | Jacob Heidtmann Duitsland         | 4.16,40  |

### Vrouwen
| Onderdeel   | Goud                          | Goud        | Zilver                      | Zilver   | Brons                       | Brons    |
| ----------- | ----------------------------- | ----------- | --------------------------- | -------- | --------------------------- | -------- |
| Vrije slag  |                               |             |                             |          |                             |          |
| 50 m        | Ranomi Kromowidjojo Nederland | 24,25 Q     | Tamara van Vliet Nederland  | 24,88 Q  | Kim Busch Nederland         | 24,93 Q  |
| 100 m       | Ranomi Kromowidjojo Nederland | 53,65 Q     | Kim Busch Nederland         | 54,69 Q  | Annika Bruhn Nederland      | 54,76    |
| 200 m       | Isabel Gose Duitsland         | 1.58,80     | Marie Pietruschka Duitsland | 1.59,15  | Reva Foos Duitsland         | 1.59,25  |
| 400 m       | Marlene Kahler Oostenrijk     | 4.12,13     | Anja Klinar Slovenië        | 4.12,21  | Johanna Friedrich Duitsland | 4.13,34  |
| 800 m       | Celine Rieder Duitsland       | 8.39,58     | Marlene Kahler Oostenrijk   | 8.42,79  | Jeannette Spiwoks Duitsland | 8.46,34  |
| 1500 m      | Celine Rieder Duitsland       | 16.30,65    | Marlene Kahler Oostenrijk   | 16.37,88 | Jeannette Spiwoks Duitsland | 16.51,78 |
| Rugslag     |                               |             |                             |          |                             |          |
| 50 m        | Maaike de Waard Nederland     | 28,05 Q     | Laura Riedemann Duitsland   | 28,39    | Tessa Vermeulen Nederland   | 28,56    |
| 100 m       | Kira Toussaint Nederland      | 59,88 NR, Q | Laura Riedemann Duitsland   | 1.00,28  | Lisa Graf Duitsland         | 1.00,51  |
| 200 m       | Lisa Graf Duitsland           | 2.09,34     | Jenny Mensing Duitsland     | 2.10,21  | Tessa Vermeulen Nederland   | 2.13,53  |
| Schoolslag  |                               |             |                             |          |                             |          |
| 50 m        | Anna Elendt Duitsland         | 31,51       | Rosey Metz Nederland        | 31,52    | Jessica Steiger Duitsland   | 31,77    |
| 100 m       | Jessica Steiger Duitsland     | 1.07,77     | Vanessa Grimberg Duitsland  | 1.08,36  | Anna Elendt Duitsland       | 1.09,08  |
| 200 m       | Vanessa Grimberg Duitsland    | 2.26,83     | Jessica Steiger Duitsland   | 2.28,03  | Malin Grosse Duitsland      | 2.30,66  |
| Vlinderslag |                               |             |                             |          |                             |          |
| 50 m        | Ranomi Kromowidjojo Nederland | 25,65 Q     | Kim Busch Nederland         | 26,21 Q  | Elinore de Jong Nederland   | 26,37 Q  |
| 100 m       | Kinge Zandringa Nederland     | 58,93 Q     | Lisa Höpink Duitsland       | 1.00,56  | Angelina Kohler Duitsland   | 1.00,70  |
| 200 m       | Anja Klinar Slovenië          | 2.12,74     | Julia Mrozinski Duitsland   | 2.14,44  | Marie Brockhaus Duitsland   | 2.15,27  |
| Wisselslag  |                               |             |                             |          |                             |          |
| 200 m       | Marie Pietruschka Duitsland   | 2.14,58     | Marjolein Delno Nederland   | 2.15,27  | Tara Vovk Slovenië          | 2.17,00  |
| 400 m       | Juliane Reinhold Duitsland    | 4.46,14     | Giulia Görigk Duitsland     | 4.49,44  | Julia Adamczyk Polen        | 4.57,08  |